# Aureus
Aureus, nummus aureus (złoty pieniądz), denarius aureus – złota moneta rzymska bita od I w. p.n.e. do początków IV w.
Po raz pierwszy wybita przez Sullę w czasie jego konsulatu 84/83 p.n.e., następnie przez Pompejusza (71 p.n.e.) oraz Cezara (48/47 p.n.e.) W tym okresie bito 40 aureusów z libry (pondusa, funta) złota, a wartość monety ustalono na 23 srebrne denary.
Znaczenie aureusa wzrosło za panowania Oktawiana Augusta, który wprowadził go na stałe do systemu monetarnego, bijąc złotą monetę w znacznych ilościach – głównie w założonej w Lugdunum centralnej mennicy cesarskiej. Aureusy Oktawiana miały wagę 7,79 g (42 sztuki z funta). Ich wartość władca ustalił na 25 denarów. W związku ze wzrostem ceny srebra w stosunku do złota w kolejnych latach I wieku n.e. przy utrzymaniu (aż do czasów Nerona) wprowadzonej przez Augusta stopy menniczej, malała opłacalność emisji denarów, co prowadziło do liczebnego spadku ich emisji, a wzrostu liczby emitowanych aureusów. W I wieku, z wyjątkiem czasów Wespazjana (69–79), dokonywano jednoczesnej emisji aureusa i denara tego samego typu (tj. o takim samym wyglądzie – identycznym wyobrażeniu rewersowym i legendzie). Na awersie zawsze znajdowało się przedstawienie cesarza z napisem otokowym zawierającym jego imiona (tytuły).
Reformę stopy monet kruszcowych przeprowadził Neron w 64 r. Obniżył stopę dla monet złotych o 7%, a dla srebrnych o 14%. Odtąd bito więc z funta złota 45 aureusów (czyli ważył on ok. 7,27 g). Utrzymano natomiast relację głównych monet i nadal – mimo większego obniżenia stopy dla denara – aureus był wart 25 denarów. Obniżyła się zatem waga monety złotej, a jednocześnie nastąpiła jej dewaluacja w stosunku do srebrnego denara, spowodowana wspomnianym już wzrostem wartości srebra w stosunku do złota. Reforma ta wpłynęła również na ogólną dewaluację monety (zmniejszenie wagi).
Przez ponad wiek waga aureusa spadała nieznacznie. Dopiero Karakalla (211–217) poważnie ją obniżył. Z funta złota zaczęto wówczas bić 50 aureusów, tzn. jego waga średnio wynosiła ok. 6,5 g. Następowała szybko dalsza dewaluacja tej monety. W początkach panowania Galiena (260–268) bito już 72 sztuki z libry (ok. 4,54 g), a później aż 84 (ok. 3,89 g). Następni cesarze starali się utrzymać stopę {\displaystyle {\tfrac {1}{72}},} rzadko jednak im się to udawało.
Aureusa zlikwidował Konstantyn Wielki reformując system monetarny cesarstwa i wprowadzając nową złotą monetę – solid (309/311), będący właściwie bezpośrednią kontynuacją aureusa, gdyż stopę jego ustalono również na {\displaystyle {\tfrac {1}{72}}} funta rzymskiego. Utrzymała się ona dla podstawowej złotej monety rzymskiej, a później bizantyńskiej aż do końca XI wieku.